# Free Hugs

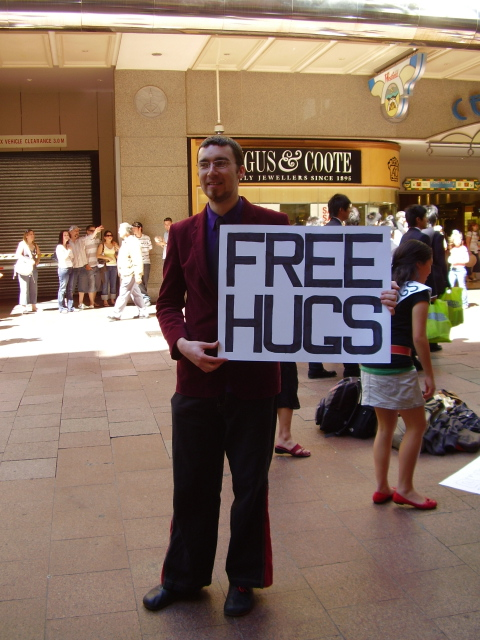
"Juan Mann", o criador da campanha

A Free Hugs Campaign (Campanha dos Abraços Grátis) é um movimento social que envolve pessoas oferencendo abraços para estranhos em locais públicos. A campanha começou em 2004 por um homem australiano conhecido pelo pseudônimo Juan Mann em Austrália. O movimento se tornou internacionalmente famoso em 2006 por causa do videoclip no YouTube da banda australiana Sick Puppies. O vídeo atualmente é um dos mais vistos no site, tendo sido assisistido mais de 78 milhões de vezes (março de 2019). Os abraços são um exemplo de um ato de bondade e humanitário executado por alguém cujo objetivo é apenas fazer as pessoas se sentirem melhores.

## História
Juan Mann criou a campanha cujo objetivo era abraçar pessoas em Pitt Street Mall, uma rua de Sydney, apenas para alegrá-las e incentivá-las a fazer o mesmo com outros. Depois de um tempo, guardas, a polícia e o conselho da cidade o disseram para parar, pois caso alguém se machucasse enquanto o abraçava, a prefeitura poderia ser processada. Mann e seus amigos conseguiram uma petição que juntou 10 000 assinaturas e recebeu permissão para continuar distribuindo abraços de graça.

## Vídeo no YouTube

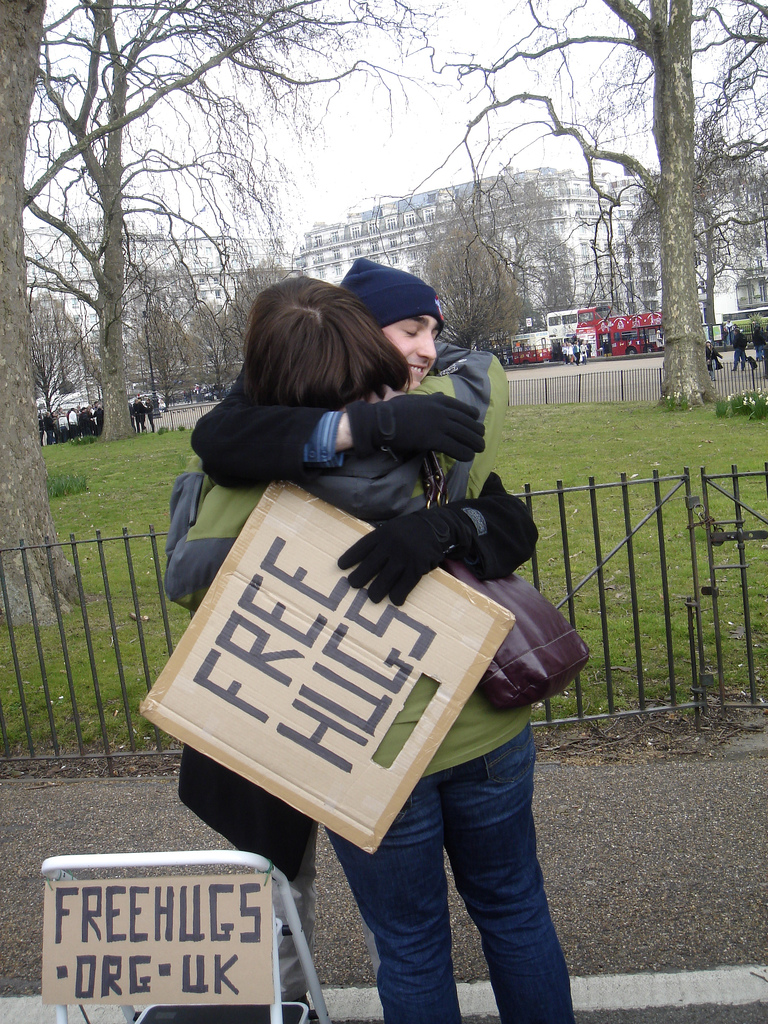
Participantes da campanha em Londres, Abril de 2006.

Em setembro de 2004, Mann ofereceu um abraço a Shimon Moore, o líder da banda Sick Puppies e desde então se tornaram bons amigos. Moore perguntou a ele porque ele estava fazendo aquilo, e ele respondeu que era porque gostava de deixar as pessoas felizes.  Algumas semanas depois, Moore decidiu gravar Mann fazendo sua campanha dos Free Hugs, em diferentes lugares de Sydney.
Em 2008, após a morte da avó de Mann, Shimon Moore decidiu fazer um clipe, com as gravações e a música "All The same", e mandou de presente para Mann em um CD escrito "isso é o que você é". Enquanto editava o vídeo, o resto da banda sugeriu que ele o colocasse no YouTube, e foi isso que ele fez. Dois dias depois, o vídeo já tinha sido assistido 250 mil vezes no site. 

## Free Hugs em Portugal
Em 2007, no Porto realizou-se a primeira acção de Free Hugs em Portugal. Foi um sucesso proporcionou um dia mais feliz à "Cidade Invicta".
Desde 2012, o Happiness Club de Leiria , fundado pela Associação Fazer Avançar , tem levado a cabo o "Leiria Happiness Day" que todos os dias 22 de Maio (dia da cidade de Leiria) tem movimentado milhares de pessoas no centro de Portugal. Com uma equipa de 70 voluntários (em média) da Associação Fazer Avançar, esta iniciativa gerou em apenas dois dias cerca de 9.450 abraços grátis, alguns smiles gigantes em Leiria, competições de gargalhadas, smiles em semáforos e muitas outras actividades divertidas. Os videos colocados no youtube da Associação Fazer Avançar são a forma da organização passar a mensagem para as outras cidades do País e do Mundo.